# Scymnus subvillosus
Scymnus subvillosus är en skalbaggsart som först beskrevs av Johann August Ephraim Goeze 1777.  Scymnus subvillosus ingår i släktet Scymnus och familjen nyckelpigor. Inga underarter finns listade i Catalogue of Life.

## Bildgalleri

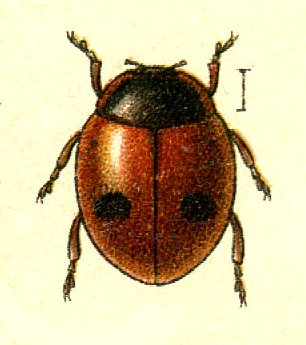